# Open 6ème Sens Métropole de Lyon
L'Open 6ème Sens Métropole de Lyon è stato un torneo femminile di tennis giocato sul cemento indoor del Palais des Sports de Gerland a Lione in Francia. La prima edizione ha fatto parte della categoria WTA International, dal 2021 venne classificato come WTA 250. Il torneo viene cancellato nel 2023, e la sua licenza confluisce dall'anno successivo nell'Internationaux de Strasbourg che viene elevato alla categoria WTA 500.

## Albo d'oro

### Singolare
| Anno | Categoria     | Campionessa  | Finalista          | Punteggio     |
| ---- | ------------- | ------------ | ------------------ | ------------- |
| 2020 | International | Sofia Kenin  | Anna-Lena Friedsam | 6–2, 4–6, 6–4 |
| 2021 | WTA 250       | Clara Tauson | Viktorija Golubic  | 6–4, 6–1      |
| 2022 | WTA 250       | Zhang Shuai  | Dajana Jastrems'ka | 3–6, 6–3, 6–4 |
| 2023 | WTA 250       | Alycia Parks | Caroline Garcia    | 7–6(7), 7–5   |

### Doppio
| Anno | Categoria     | Campionesse                      | Finaliste                                 | Punteggio        |
| ---- | ------------- | -------------------------------- | ----------------------------------------- | ---------------- |
| 2020 | International | Laura Ioana Paar Julia Wachaczyk | Lesley Pattinama Kerkhove Bibiane Schoofs | 7–5, 6–4         |
| 2021 | WTA 250       | Viktória Kužmová Arantxa Rus     | Eugenie Bouchard Olga Danilović           | 3–6, 7–5, [10–7] |
| 2022 | WTA 250       | Laura Siegemund Vera Zvonarëva   | Alicia Barnett Olivia Nicholls            | 7–5, 6–1         |
| 2023 | WTA 250       | Cristina Bucșa Bibiane Schoofs   | Olga Danilović (2) Aleksandra Panova      | 7–6(5), 6–3      |